# 玛娜塔德尔 (北达科他州)
玛娜塔德尔（英語：Mantador），是美国北达科他州下属的一座城市。根据2010年美国人口普查，该市有人口64人。